# Městečko

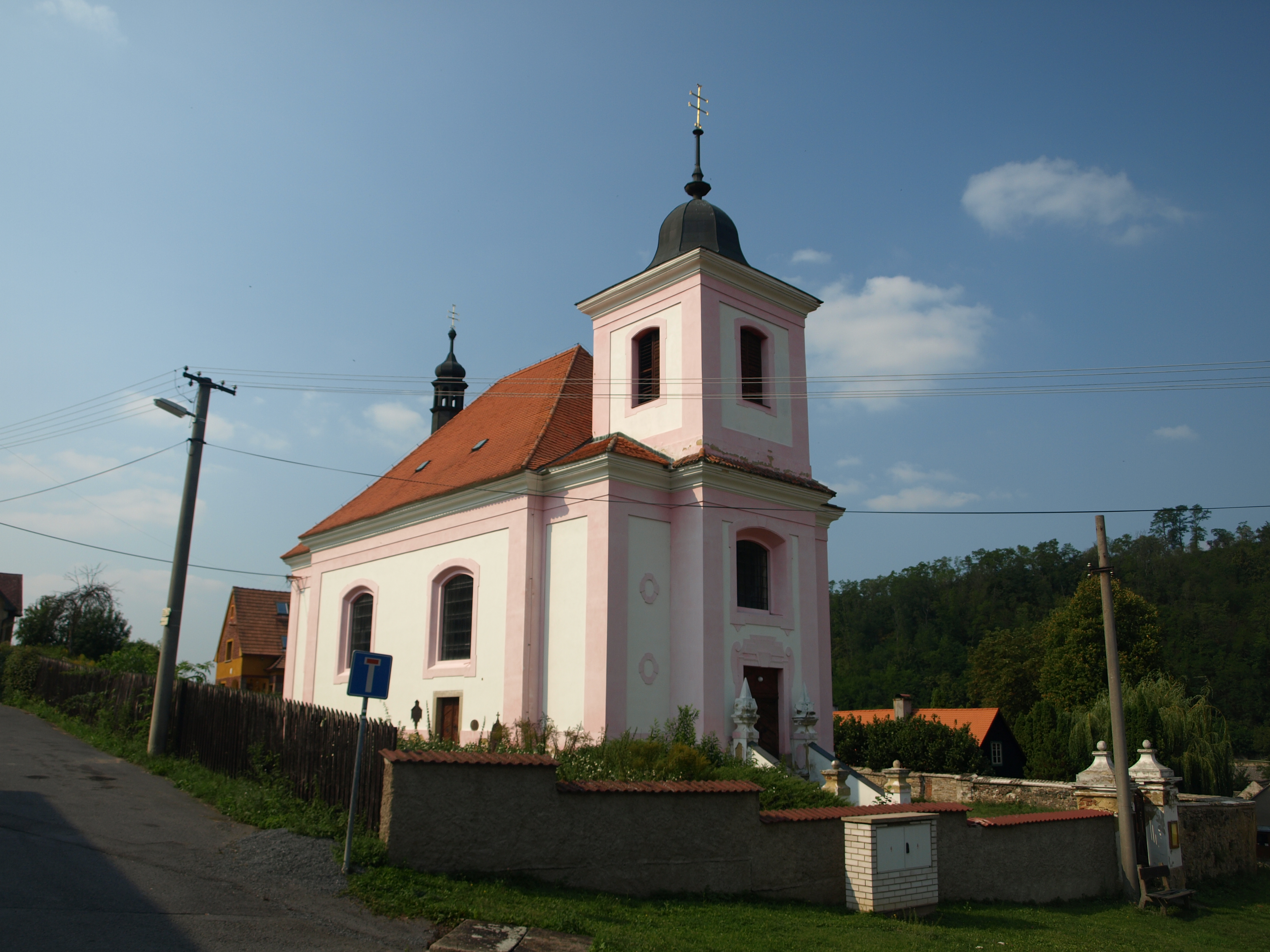
Kirche des hl. Jakobus d. Ä.

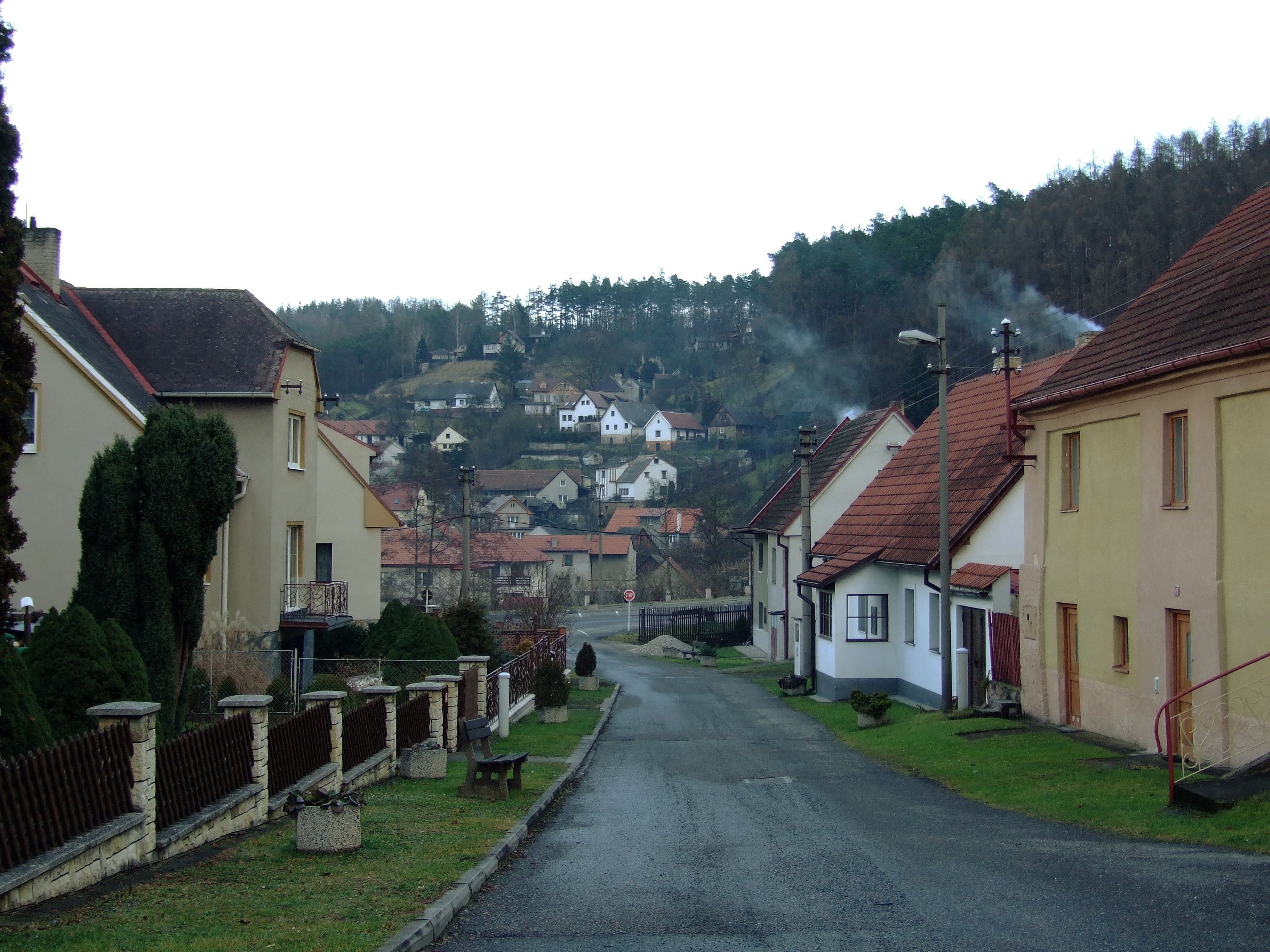
Hauptstraße unterhalb der Kirche

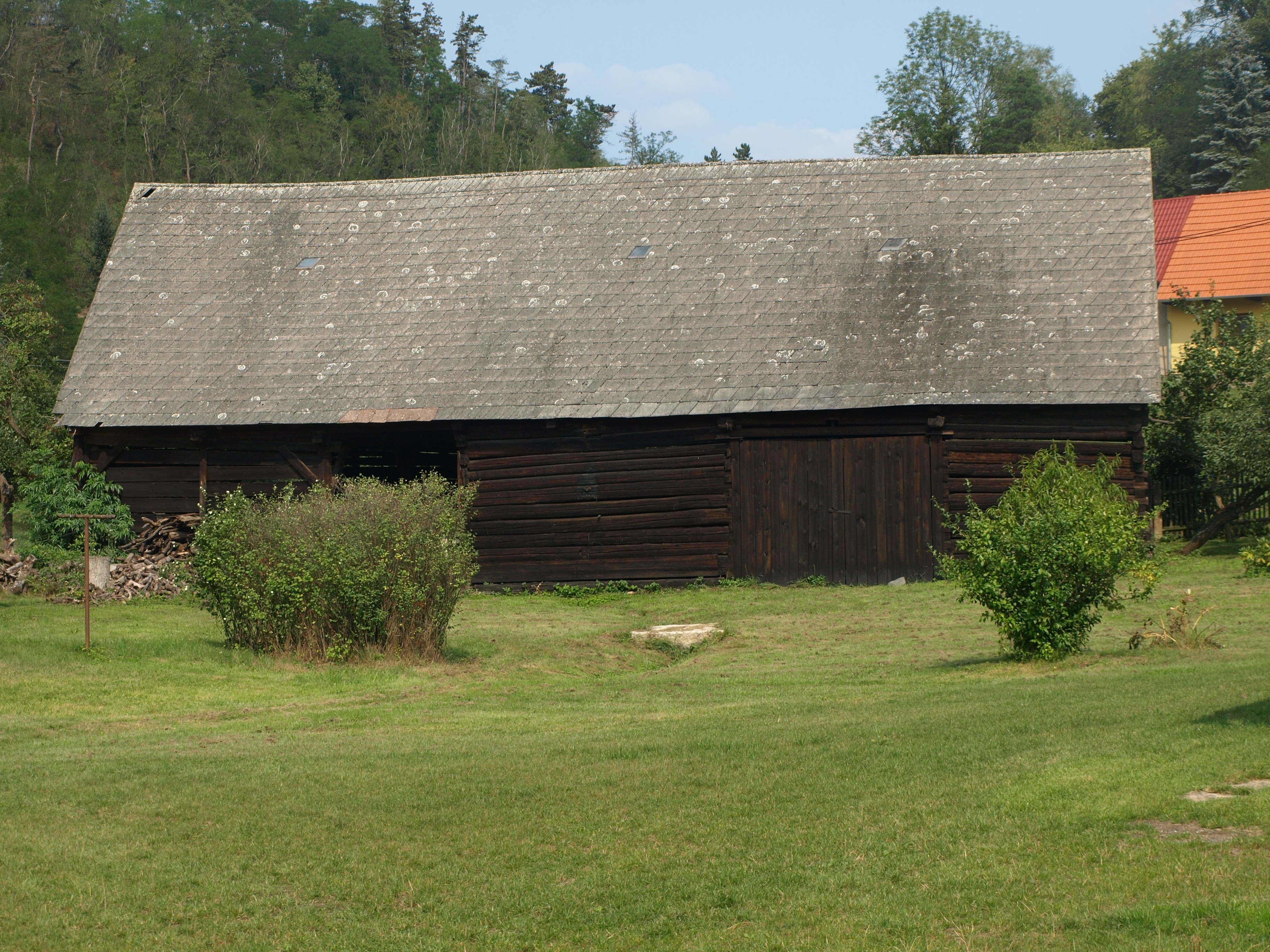
Gezimmerter Speicher auf der Kleinseite

Městečko (deutsch Stadtl, 1939–45 Städtel) ist eine Gemeinde in Tschechien. Sie liegt zwölf Kilometer südöstlich von Rakovník und gehört zum Okres Rakovník.

## Geographie
Městečko befindet sich in der Křivoklátská vrchovina im Landschaftsschutzgebiet Křivoklátsko. Das Dorf liegt im Tal des Baches Rakovnický potok, in den hier links die Ryšava bzw. Ryzava und rechts die Trnava einmünden. Nördlich erhebt sich der U Lípy (424 m), im Süden der Losy (434 m), südwestlich die Čepína (469 m), im Westen der Spálený kopec (407 m) sowie nordwestlich die Vrchová (409 m) und die Hučavka (396 m). Am südlichen Ortsrand verläuft die Bahnstrecke Beroun–Rakovník durch den Tunnel Pod Basou, die Bahnstation trägt den Namen Městečko u Křivoklátu. Durch Městečko führt die Staatsstraße II/227 zwischen Rakovník und Křivoklát.
Nachbarorte sind Míče, Nový Dům, Amálie, Zajíčkovna, Brejl und Pařeziny im Norden, Familio und Požáry im Nordosten, Písky, Plačkov, Novina, Pohořelec und Újezd nad Zbečnem im Osten, Dáča, Amalín und Křivoklát im Südosten, Roztoky, Velká Buková und Losy im Süden, Na Čihátku und Malá Buková im Südwesten, Kalubice und Pustověty im Westen sowie Loučný Mlýn, Ryšín, Dolní Chlum und Marvany im Nordwesten.

## Geschichte
Die Besiedlung der Gegend erfolgte im 10. Jahrhundert. Es wird angenommen, dass im 11. Jahrhundert auf der Anhöhe über dem Zusammenfluss der drei Bäche ein Suburbium der Přemyslidenburg Křivoklát entstand. Im Zuge deren Ausbaus zur Königsburg wurde das Suburbium in der Mitte des 13. Jahrhunderts zu einer mit einem Wochenmarkt privilegierten Ansiedlung für die auf der Burg tätigen königlichen Beamten, Bediensteten und Handwerker mit eigener Pfarrkirche erweitert. Zur Gewährleistung des Schutzes der Burg führte König Ottokar II. Přemysl ein Lehenssystem ein, nach dem die freien Untertanen zur Verteidigung der Burg verpflichtet wurden.
Die erste schriftliche Erwähnung von Městec erfolgte im Jahre 1352. Eine besondere Aufgabe oblag dem mit einem Hof an der Stelle des Hauses Nr. 24 belehnten Ohnivec (Brandmeister), der in roter Kleidung auf einem weißen Pferd an der Seite des Königs ritt und auf dessen Befehl für das Niederbrennen zuständig war. Der letzte Ohnivec war vor dem Ausbruch der Hussitenkriege Šimon Šíp, der Schriftsteller Alois Jirásek machte ihn in seinem historischen Roman „Mezi proudy“ zu einer der Handlungspersonen. Nachdem Městec durch die Hussiten gänzlich niedergebrannt worden war, errichteten die Bewohner am Fuße der Burg Křivoklát eine aus Hütten bestehende Notsiedlung, um bei Gefahr schnell in den Schutz der Burg zu gelangen. Zum Ende des 15. Jahrhunderts wurde Městec zwar wieder besiedelt, erlangte jedoch nie seine alte Bedeutung wieder und blieb ein Dorf mit robotpflichtigen Untertanen; aus der Notsiedlung unterhalb der Burg war in der Mitte des 16. Jahrhunderts das Dorf Budy entstanden. Um der zunehmenden Entvölkerung von Městec zugunsten des in unmittelbarer Burgnähe gelegenen Budy entgegenzuwirken, überließ die Hofkammer neuen Siedlern Waldboden bei Městec zur Urbarmachung als Ackerland. Im Jahre 1556 bestand Městec aus fünf Bauern und 14 Chalupnern, insgesamt wurden 165 Strich Ackerland bewirtschaftet. Der heutige Name Městečko ist erstmals im Jahre 1558 nachweislich.
Während des Dreißigjährigen Krieges verödete das Dorf und die Pfarre erlosch. Im Jahre 1634 bestand das Dorf aus 19 Anwesen, von denen 18 wüst und eines niedergebrannt war. Nach dem Ende des Krieges erfolgte die Wiederbesiedlung; im Jahre 1651 lebten in Stadtl 74 Personen, darunter zwölf Nichtkatholiken. In der berní rula von 1653 sind drei Bauernwirtschaften und 15 Chalupner aufgeführt.
Im Jahre 1685 verkaufte Leopold I. die Kronherrschaft Pürglitz an Ernst Joseph Graf von Waldstein. 1731 vererbte Johann Joseph Graf von Waldstein die Herrschaft an seine Tochter und Universalerbin Maria Anna Fürstin zu Fürstenberg, die sie 1756 testamentarisch mit der Herrschaft Kruschowitz und dem Gut Nischburg zu einem Familienfideikommiss von 400.000 Gulden vereinigte. Die eine Hälfte des Erbes fiel ihren Söhnen Joseph Wenzel zu Fürstenberg-Stühlingen und Karl Egon I. zu Fürstenberg zu, die andere ihren Töchtern Henriette Fürstin von Thurn und Taxis und Maria Theresia zu Fürstenberg. Als Fideikommisserben setzte sie ihren zweitgeborenen Sohn Karl Egon I. ein, der durch Ausgleich auch die Anteile seiner Geschwister erwarb. Im Jahre 1777 waren die Bewohner von Stadtl gegenüber der Herrschaft Pürglitz zu insgesamt 2134 Stunden Frondiensten verpflichtet. Im Jahre 1786 wurde durch den Religionsfonds in Stadtl eine Lokalie eingerichtet. Nach dem Tode von Karl Egon I. erbte 1787 dessen ältester Sohn Philipp Fürst zu Fürstenberg († 1790) den Besitz, ihm folgten seine Kinder Karl Gabriel zu Fürstenberg († 1799) und Leopoldine Prinzessin von Hessen-Rothenburg-Rheinfels. 1803 verzichteten die weiblichen Erben in einem Familienvergleich zugunsten des minderjährigen Karl Egon II. zu Fürstenberg und der fürstlichen und landgräflichen Häuser Fürstenberg; als Verwalter wurde bis zu dessen Volljährigkeit im Jahre 1817 Joachim Egon Landgraf von Fürstenberg eingesetzt.
Im Jahre 1843 bestand Stadtl bzw. Městečko aus 116 Häusern mit 968 Einwohnern. Die Lokalkirche Jakobus des Älteren stand unter dem Patronat der Herrschaft, die Schule unter dem Patronat der Gemeinde. Außerdem gab es eine Mühle und eine Ziegelei. Zu Stadtl gehörten die Siedlungen Wnitsch (Míče), Philippshof (Požáry) mit Piska (Písky) und Platschkow (Plačkov), Neuhaus und Parezina (Pařeziny). Stadtl war Pfarrort für die Dörfer Groß-Bukowa, Kallubitz (Kalubice) und Pustowied sowie zudem Begräbnisort für das nach Rakonitz eingepfarrte Dorf Rischin. Bis zur Mitte des 19. Jahrhunderts blieb Stadtl dem Fideikommiss Pürglitz untertänig.
Nach der Aufhebung der Patrimonialherrschaften bildete Městečko bzw. Městec / Stadtl ab 1850 eine Gemeinde im Bezirk Rakonitz und Gerichtsbezirk Pürglitz. 1853 wurde in Městečko eine Pfarre eingerichtet, deren Sprengel die Dörfer Kalubice, Nový Dům, Pustověty und Velká Buková sowie die Einschichten Amalie, Emilov, Míče und Požáry umfasste. Nach dem Tode Karl Egon II. zu Fürstenberg erbte 1854 dessen zweitgeborener Sohn Max Egon I. den Fideikommiss Pürglitz. Im Jahre 1869 lebten in den 96 Häusern von Městečko 890 Personen. Die Rakonitz–Protivíner Bahn nahm 1876 im Tal des Rakovnický potok den Betrieb der Bahnstrecke Beroun–Rakovník auf. Die Freiwillige Feuerwehr bildete sich 1879. Seit dem Beginn des 20. Jahrhunderts wurde die Namensform Městec nicht mehr verwendet. 1911 entstand der Spar- und Darlehnsverein für Městečko, Kalubice und Umgebung, der ledoch nur kurzzeitigen Bestand hatte. In den Jahren 1926 und 1927 wurde das Dorf elektrifiziert. 1927 lebten in den 123 Häusern des Dorfes 719 Personen, im Ort gab es eine dreiklassige Schule, eine Walzenmühle, ein Dampfsägewerk und eine Zementfabrik. 1932 hatte Městečko 729 Einwohner. Während der deutschen Besetzung sprang im März 1942 im Wald bei Požáry eine siebenköpfige tschechoslowakische Fallschirmjägergruppe ab, deren Ziel Prag war. Nachdem das in Požáry versteckte Funkgerät der Gruppe durch Gendarmerie und Gestapo geortet werden konnte, wurde der Fallschirmjäger Arnošt Mikš in seinem Versteck in Běleč bei Liteň aufgespürt; dort erschoss er sich nach einem Schusswechsel mit der Gendarmerie. In der zweiten Hälfte des 20. Jahrhunderts entwickelte sich Městečko zu einem Erholungsort. Ende der 1960er Jahre bis Anfang der 1970er Jahre entstanden 70 Ferienhütten. 1977 entstand ein Schwimmbad. Im Jahre 1980 bestand Městečko aus 184 Häusern mit 444 Einwohnern.

## Gemeindegliederung
Für die Gemeinde Městečko sind keine Ortsteile ausgewiesen. Das Gemeindegebiet bildet den Katastralbezirk Městečko u Křivoklátu, der im Nordosten bis zur Klíčava-Talsperre reicht und Teile des Lahner Tiergartens umfasst. Die Gemeinde besteht aus den Grundsiedlungseinheiten Městečko und Požáry (Philippshof). Zu Městečko gehört außerdem die Einschicht Familio. Der Kernort Městečko gliedert sich in das rechts des Rakovnický potok gelegene Ortszentrum, die linksseitig des Rakovnický potok gelegene Velká Strana und die Malá Strana im Seitental der Ryšava.

## Sehenswürdigkeiten
- Kirche des hl. Jakobus d. Ä., die während der Hussitenkriege ruinierte gotische Kirche wurde 1696 wieder aufgebaut und im Jahre 1733 barock umgestaltet. Ihr heutiges Aussehen erhielt sie beim Umbau von 1899. Die beiden Glocken stammen aus dem 15. Jahrhundert.
- Kapelle des hl. Eustachius, östlich des Dorfes an der Brdatka über dem Berounkatal
- Gezimmerter Speicher beim Haus Nr. 24 auf der Kleinseite
- Naturreservat Brdatka, Felshang an der Berounka, östlich von Městečko
- Naturreservat Svatá Alžběta, südlich des Dorfes
- Alter Bergwerksstollen im Wald Richtung Písky
- Gedenktafel für den tschechoslowakischen Fallschirmjäger und Teilnehmer an der Aktion Zinc, Arnošt Mikš, bei Požáry am Rand des Waldes V Jedličkách, enthüllt 1946.
- Denkmal für die Gefallenen des Ersten Weltkrieges, enthüllt 1920